# テストー
テストー（Testo）はドイツの環境測定器メーカー。

## 概要
テストー（Testo SE ＆ Co. KGaA）は、1957年に設立されたドイツ・バーデン＝ヴュルテンベルク州・ティティゼーに本社を置く、環境測定器のグローバル企業。ポータブル測定技術の分野で世界のマーケットリーダーである。
同社は、中国、日本、韓国、アメリカ、オーストラリア、フランス、スペイン、イタリアを含む35の子会社を持ち、約3200人の従業員を有し、そのうち1700人以上がレンツキルヒ、キルヒツァルテン、ティティゼーの拠点に所属している。2019年末に、本社をレンツキルヒからティティゼーに移転した。
2011年に、Testoは初めて2億ユーロの売り上げを超え、全世界で2億800万ユーロの受注を達成。同社は年間売上高の約10％を研究開発に投資している。2018年、同社は初めて3億ユーロを超える売り上げを記録した。

## 沿革

### 沿革
今日のテストーの前身は、1957年にAtmos Fritzsching & Co. GmbH Viernheimのレンツキルヒ支店の温度計製造部門として設立された。Atmosは、1888年にベルリンで設立されたKaiser-Friedrichs-Apothekeを起源とし、フィールンハイムで医療分野で活躍する会社で、医薬品や医療用吸引ポンプを製造していた。
Boehringer MannheimのマネージングディレクターだったPaul Fritzschingは、1930年代に製薬会社の医療技術の発展に関心を持っていたため同社に出資を行った。同氏がブランドと会社をマンハイムに持ち込み、遅れて1938年に機器製造拠点をフライブルクに移した。そこでは「技術・商業・医療・科学における用途のための小型コンプレッサー」が製造された。1944年に空襲でフライブルク工場が破壊され、工場は黒い森のレンツキルヒに移転された。体温計製造部門の創設者であるハンスバウアーは、1957年までアナログ表示付きの電子体温計を開発していた。その後まもなく、測定器は体温を測定するために必要な測定範囲よりもはるかに広い測定範囲を持つものに拡張され、第2の温度計として産業や研究の用途のために販売された。製品群を次第に拡大していった反面、Atmosの医療分野から次第に離れていった。その結果、1981年4月1日、電気測定デバイス部門のすべての従業員が、新会社であるTestoterm KG Fritzschingのレンツキルヒ工場に異動した。
1984年、Testoterm Messtechnik GmbH ＆ Co. KGがAtmos Fritzsching ＆ Co. GmbHの電子計測機器事業部に変わって開発と製造を始め、販売会社としてTestoterm Fritzsching GmbH ＆ Co. KGの名称で営業を続けた。 1993年1月1日、2社は合併してTestoterm Fritzsching GmbH＆Coを設立した。Gerd Knospe、Wolfgang Hessler、Peter Greiserが代表取締役となった。製品群は温度計にとどまらず、「term」という言葉は適切ではなくなったため、1993年7月に会社名をTesto GmbH ＆ Co.に変更した。
1999年、テストーはAtmos Medizin Technik GmbH ＆ Co. KGの75パーセント以上を買収し親会社となり、さらにTesto Industrial Servicesが分離した。2002年1月1日、Testo GmbH ＆ Co.をTesto AGに改称したが、株式は私的なまま残り、証券取引所では取引されなかった。
2005年、Atmosのマネージングディレクターが株主であるテストーに支払いを行った。
2010年7月1日、同社はスイスのボーレンを拠点とするMatter Engineering AGの株式を100パーセント取得した。 ナノ粒子測定器を専門とする16人の従業員は、買収により子会社として設立されたMatter Aerosol AGに引き続き雇用されたが、その後に親会社であるテストーに統合された。
2011年1月、Testo Sensor GmbHを設立。暖房システム、ソーラーシステム、自動車の空調、コーヒーマシン等に使用される温度センサを開発・製造・販売している。2011年、当時のTesto AGは株の5パーセントの長期管理を購入のために提供した。提供された株式のパッケージは貸し越された。
2016年夏、会社の法的形態がTesto AGからTesto SE ＆ Co. KGaAに変更。2017年3月にはティティゼーに2棟目となる社屋の建設が始まり、2019年に完成した。

### 事業の拡大
Atmosの温度計製造部門は、ウンターレンツキルヒの古い校舎の屋根裏で始まった。1963年、同社はレンツキルヒの古い時計工場の別棟に移転した。このすぐ後に、現在使用されていないレンツキルヒ駅のエリアに、1971年、1975年、1978年、1982年、1990年、2001年、2007年に製造および保管のための建物が建てられ、合わせて800人がレンツキルヒで雇用された。
レンツキルヒにおける従業員の人数に限界が生じ、ティティゼーにある全4棟の建物のうち最初の建物の建設が2010年の春に開始され、2012年年初から約250人を雇用した。ティティゼーの第2本社ビルの建設は2017～2018年に計画されており、最終的に最大1200人の従業員にスペースを提供する。2番目の本社ビルが完成し、本社機能をティティゼーに移したが、レンツキルヒのビルはそのまま残る。

## 製品
冷凍空調サービス、産業用途、燃焼排ガス分析、煙道ガス分析、室内空気質、食品衛生のための測定機器と測定ソリューションを提供している。革新的な製品として、ナノパーティクルカウンター、食用油テスター、熱画像カメラ、クラウド型モニタリングシステム、HACCP管理システムなどのソリューションシステム、Smart Probesなどのスマートフォンで操作可能な測定器シリーズが挙げられる。

## 子会社
- 世界34社の現地法人
- Testo Industrial Services GmbH： キルヒツァルテンに本社があり、UK、スイス、スペイン、フランス、オーストリアに支社を持つ。校正、認定、バリデーションなどの測定サービスを行っている。
- Testo Sensor GmbH： レンツキルヒに本社を置き、暖房システム、ソーラーシステム、自動車の空調、コーヒーマシン等に使用される温度センサを開発・製造・販売している。
- 深圳（中国）の製造会社

## 受賞
2007年、同社は「Deutschland – Land der Ideen (Germany - Land of Ideas)」に選ばれた。
2009年、「ドイツで最も革新的な企業トップ100」に選ばれ、またドイツ技術協会の一部であるドイツ技術者協会の「Doing Things」を受賞した。 
2010年、監査会社のデロイトよりAxia Awardを受賞した。この賞は「顧客とともに未来へ - 顧客のアイデアから革新へ」というカテゴリーで行われた。
2012年、「ドイツで最も革新的な企業トップ100」に選ばれた。
2013年、Wirtschaftswoche誌より「ドイツの中堅企業トップ100」に選ばれた。 
2014年、Munich Strategyグループより「ドイツの中規模企業のイノベーションチャンピオン50社」として認められた。
2016年、ドイツデザイン協会より赤外線サーモグラフィ testo 870が「ワークショップ＆ツール」のカテゴリでドイツデザインアワード2016を授与した。
2016年、brand eins Wissen und Statistaより「Innovator of the Year」に選ばれた。 
2018年、再び「ドイツで最も革新的な企業トップ100」に選ばれた。